# Bruce Robertson
Bruce Robertson, född den 17 juni 1962 i Calgary, Alberta, är en kanadensisk roddare.
Han tog OS-guld i åtta med styrman i samband med de olympiska roddtävlingarna 1992 i Barcelona.